# Az élőhalottak éjszakája (film, 1968)
Az élőhalottak éjszakája (eredeti cím: Night of the Living Dead) egy 1968-as amerikai horrorfilm, amelyet George A. Romero rendezett. Ez a film mérföldkőnek számít a horrortörténelemben. A film érdekessége, hogy bár a köztudatban az első zombis filmként szerepel valójában a  Legenda vagyokhoz hasonlóan a filmben található lények a vámpír mitológiához tartoznak, ráadásul már az 1930-as években is készültek zombi tematikájú filmek. Romero számos gerillafilmkészítési technikát alkalmazott, amelyet kereskedelmi és ipari megrendelőknek készített munkái során csiszolt, ennek köszönhetően a film költségvetése mindössze körülbelül 100 000 USD volt.
Az élőhalottak éjszakája Ben, Barbra és öt másik ember történetét mutatja be, akiket megtámadtak a ghoulok egy pennsylvaniai farmon. Most hőseinknek ki kell találniuk egy megoldást, hogyan győzzék le a gonosz teremtményeket. A filmben a rádióadásokat hallgatnak a szereplők az egész amerikai kontinenset érintő erőszakhullámról, mely rádióműsorban a tudósok arra jutnak, hogy a vámpírizmust okozó vírus egy, a Vénusz bolygót felkereső szonda hozta vissza a földre. A filmben a vámpírokat (a későbbi zombi horrorokhoz hasonlóan) fejlövéssel, vagy felgyújtással lehet megölni, feltételezhetőleg innen ered a tévhit, hogy az élőholtak e mozgóképben is zombik.
Az élőhalottak éjszakája egy kultuszfilm lett, és klasszikus alapműnek számít a filmtörténelemben A mű jelentős hatással volt a hatvanas-hetvenes évek horror műfajának fejlődésére, több folytatása is készült, melyekben a kor zombi-kultusza miatt már ténylegesen zombik az élőholtak. A siker hatására később remake-ek és nem hivatalos folytatások is készültek. A film magyar bemutatója ismeretlen. Az 1990-es feldolgozás nem lett annyira népszerű. 2006-ban 3D-ben is feldolgozták az Élőhalottak éjszakája című mozgóképet.

## Szereplők
| Szerep       | Színész          | Magyar hang       |
| ------------ | ---------------- | ----------------- |
| Ben          | Duane Jones      | Sótonyi Gábor     |
| Barbara      | Judith O'Dea     | Mezei Kitty       |
| Harry        | Karl Hardman     | Háda János        |
| Helen        | Marilyn Eastman  | Farkasinszky Edit |
| Tom          | Keith Wayne      |                   |
| Judy         | Judith Ridley    |                   |
| Karen Cooper | Kyra Schon       |                   |
| Johnny       | Russell Streiner | Seder Gábor       |